# Sophie d'Houdetot
Sophie d'Houdetot (Parigi, 18 dicembre 1730 – Parigi, 28 gennaio 1813) è stata una nobildonna francese ricordata principalmente per l'amore breve ma intenso che ha ispirato in Jean-Jacques Rousseau nel 1757 ma anche per la relazione durata cinquant'anni con il poeta e accademico Jean-François de Saint-Lambert.

## Biografia

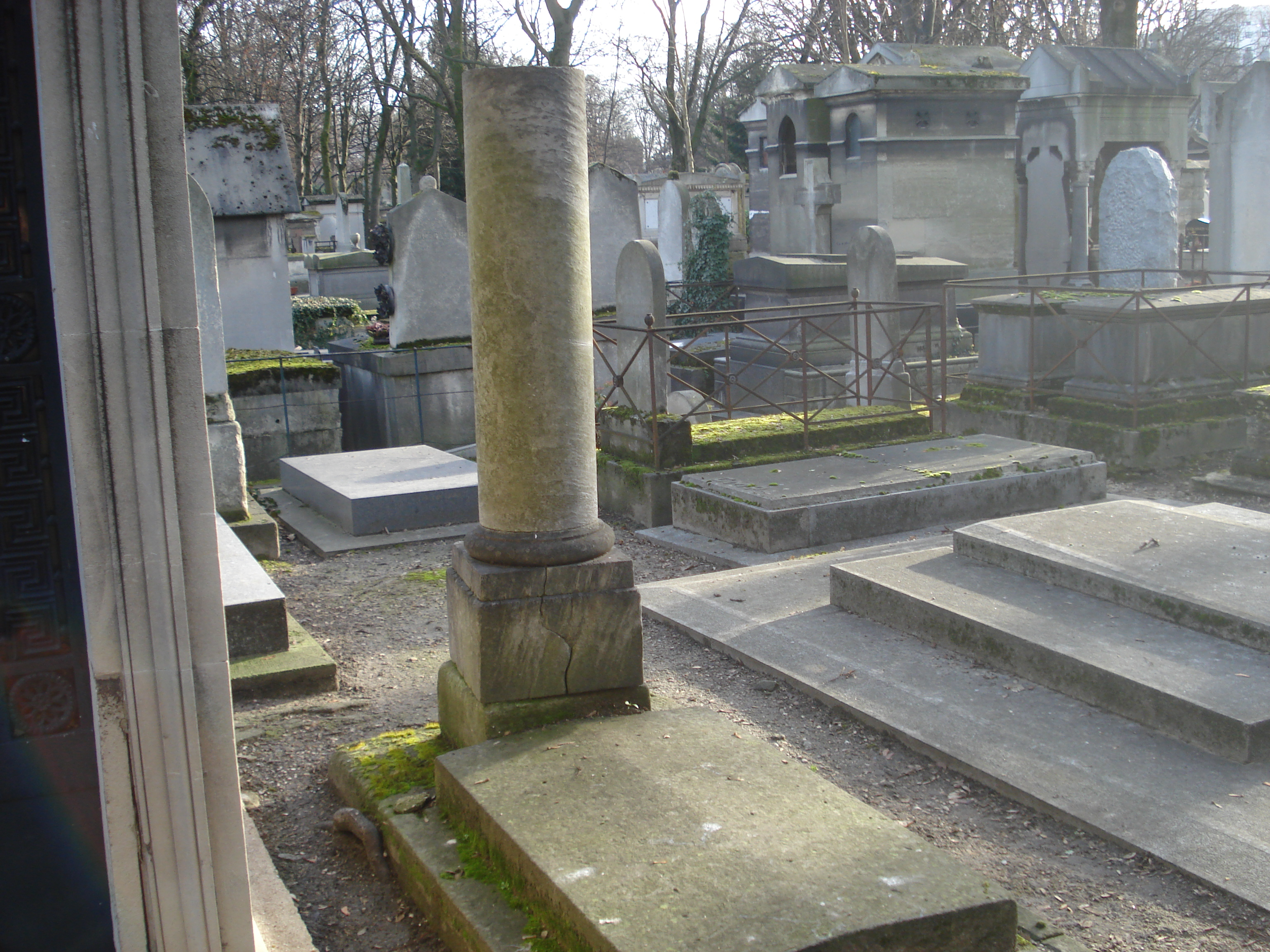
La tomba di Sophie d'Houdetot al cimitero di Montmartre

Sophie (il nome intero era Elisabeth Françoise Sophie de la Live de Bellegarde, contessa d'Houdetot) era figlia del fermier général Louis-Denis-Joseph Lalive de Bellegarde e di sua moglie Marie-Thérèse-Josèphe Prouveur (1696-1743). Era inoltre sorella minore del banchiere e mecenate Ange Laurent de Lalive de Jully (1725-1779). Il 28 febbraio 1748 Sophie sposa nella chiesa parigina di san Rocco Claude-Constant-César, conte d'Houdetot (1724-1806), maresciallo di campo, appartenente ad un'antica famiglia della Normandia (i signori d'Houdetot). Ebbero due figli, César Louis Marie François Ange d'Houdetot, anch'egli maresciallo di campo e poi governatore della Martinica durante la Rivoluzione francese, che partecipò alla spedizione di Saint-Domingue nel 1802, e Honoré Liévin d'Houdetot (nato nel 1756).
Era cognata e cugina di primo grado di Louise d'Épinay, moglie del fratello Denis-Joseph Lalive d'Épinay. Inoltre, la madre di Louise era Florence-Angélique Prouveur, sorella di Marie-Thérèse-Josèphe Prouveur, ossia la madre di Sophie. A differenza della cugina, la Houdetot era ancor più vivace e spirituale, tanto che conservò fino alla fine della sua lunga vita la sua amabilità e il suo gusto per la poesia, che spesso si traduceva in versi pieni di finezza e piacere. Fece una grande impressione a tutti coloro che entrarono in contatto con lei. La sua amica Claire-Élisabeth de Rémusat scrisse: “Sophie d'Houdetot difficilmente potrebbe essere descritta come qualcosa di più che gentile ma benevolo”. Secondo il barone di Frénilly, la contessa era particolarmente brutta, cosa che in realtà non appare nei suoi ritratti, con lineamenti rozzi, voce roca e “un occhio infido che guardava di traverso quando sembrava che ti guardasse in faccia”; il memorialista tuttavia riconosce anche che era “allegra, vivace, spiritosa, piena di bei pensieri e di parole felici [...]”.
Nel 1752, Sophie d'Houdetot iniziò una relazione con Jean-François de Saint-Lambert che durò fino alla morte del poeta nel 1803, formando con il marito un ménage à trois che finì sulla bocca di tutta la città e fu descritto da Louis-Mathieu Molé nei suoi Souvenirs:
(Mathieu Molé, Souvenirs d’un témoin de la Révolution et de l’Empire)
Nelle sue Memorie d'oltretomba (XIV, 2), Chateaubriand critica severamente questo ménage à trois: “Era il XVIII secolo, scaduto e sposato a modo suo. Nella vita basta farsi valere e l'illegittimità diventa legittimità. Si prova una stima infinita per l'immoralità perché non ha smesso di essere tale e perché il tempo l'ha decorata di rughe".
Sophie d'Houdetot è nota soprattutto per il Libro IX delle Confessioni, in cui Jean-Jacques Rousseau racconta la passione che aveva concepito per lei, non ricambiata. La cognata della contessa d'Houdetot, Louise d'Épinay, fornisce una versione molto diversa nei suoi Souvenirs. Rousseau aveva incontrato Sophie d'Houdetot senza essere notato nel febbraio 1748 a casa di Louise d'Épinay alla Chevrette. In seguito la vide in diverse occasioni all'Hermitage, ma solo nel gennaio 1757, quando aveva iniziato a scrivere La nuova Eloisa, si innamorò appassionatamente di lei. Dapprima indulgente nei confronti del filosofo, che definì “un pazzo interessante”, si allontanò da lui a partire dal gennaio 1758, cessando ogni contatto dopo il 1760. "Eravamo entrambi ebbri d'amore, lei per il suo amante, io per lei", scrisse Rousseau.
G. Legentil riassume così i suoi rapporti con Rousseau e Saint-Lambert: “fu indulgente e generosa verso la debolezza del filosofo ginevrino e mirabilmente devota al vecchio poeta”.
Dopo la Rivoluzione, Sophie d'Houdetot riunì nella sua tenuta di Sannois una compagnia che comprendeva i superstiti della società letteraria e filosofica del secolo dei Lumi - il favolista Florian, l'abate Morellet, Jean-François de La Harpe, Suard - e giovani come Chateaubriand.
Quando morì, il 28 gennaio 1813, nella sua casa parigina al numero 12 di rue de Tournon, fu sepolta nella 21ª divisione del cimitero di Montmartre, di fronte alla tomba di Alexandre Dumas e accanto a quella di suo nipote, Frédéric-Christophe d'Houdetot.